# Bunuri mobile din domeniul științele naturii clasate în patrimoniul cultural național al României aflate în județul Cluj
Acestă listă conține bunurile mobile din domeniul științele naturii clasate în Patrimoniul cultural național al României aflate la momentul clasării în județul Cluj.

## Fond
| Foto | Informații generale   | Detalii tehnice | Descriere | Deținător                                        | Legături |
| ---- | --------------------- | --- | --- | ------------------------------------------------ | -------- |
|      | Mammuthus primigenius | Datare: Pleistocen terminal Dimensiuni: L molar stg.:200 mm; L molar dr.:220 mm Material: os                                                                        | Mandibulă cu 2 molari în alveole (M 2), incomplet uzați, molarii 3 neformați, provenită de la un adult tânăr, cu rupturi la extremitățile distale ale ramurilor orizontale. | Muzeul Național de Istorie a Transilvaniei, Cluj | Cimec    |
|      | Mammuthus primigenius | Datare: Pleistocen superior Descoperit: jud. Mureș, com. Păsăreni, Gălățeni Dimensiuni: L pe coardă: 900 mm; L exterioară:1020 mm; L interioară:870 mm Material: os | Fragment (2 fragmente lipite) de canin (fildeș) rupt la bază și la vârf. | Muzeul Național de Istorie a Transilvaniei, Cluj | Cimec    |
|      | Mammuthus primigenius | Datare: Pleistocen superior Descoperit: jud. Mureș, com. Păsăreni, Gălățeni Dimensiuni: L proximal: 250 mm; L distal:260 mm Material: os                            | Humerus de mamut adult, aproape întreg, rupt în treimea proximală anterioară, deteriorat la nivelul trohleei.                                                               | Muzeul Național de Istorie a Transilvaniei, Cluj | Cimec    |